# Adam Vinatieri
Adam Matthew Vinatieri (Yankton, 28 de dezembro de 1972) é um jogador de futebol americano aposentado que atuava como kicker (chutador) na National Football League (NFL). Ele apareceu cinco vezes no Super Bowl com quatro vitórias (três com New England Patriots e uma com o Indianapolis Colts) sendo o único chutador na história da liga a ter quatro anéis de Super Bowl, sendo ele considerado um dos maiores chutadores de todos os tempos convertendo field goals em momentos importantes (clutch kicker).

## Biografia

### Começo da carreira
Adam estudou no Central High School em sua cidade natal onde praticou futebol, luta, atletismo, etc. Sendo muito talentoso se formou com honras em 1991.
Vinatieri começou como chutador no Exército e foi para West Point onde permaneceu por várias semanas antes de regressar ao estado em que nasceu, Dakota do Sul. Começou devagar como placekicker e punter na South Dakota State University, mas logo se destacou como o maior pontuador da história da universidade com 185 pontos marcados.

### Europa
Após a faculdade, Adam passou o outono de 1995 treinando para competir como profissional. Ele recebeu uma oportunidade para mostrar seu talento jogando pela World League of American Football (que viria a ser lembrada como NFL Europa). Ele jogou pelo  Amsterdam Admirals como placekicker e punter.

### NFL

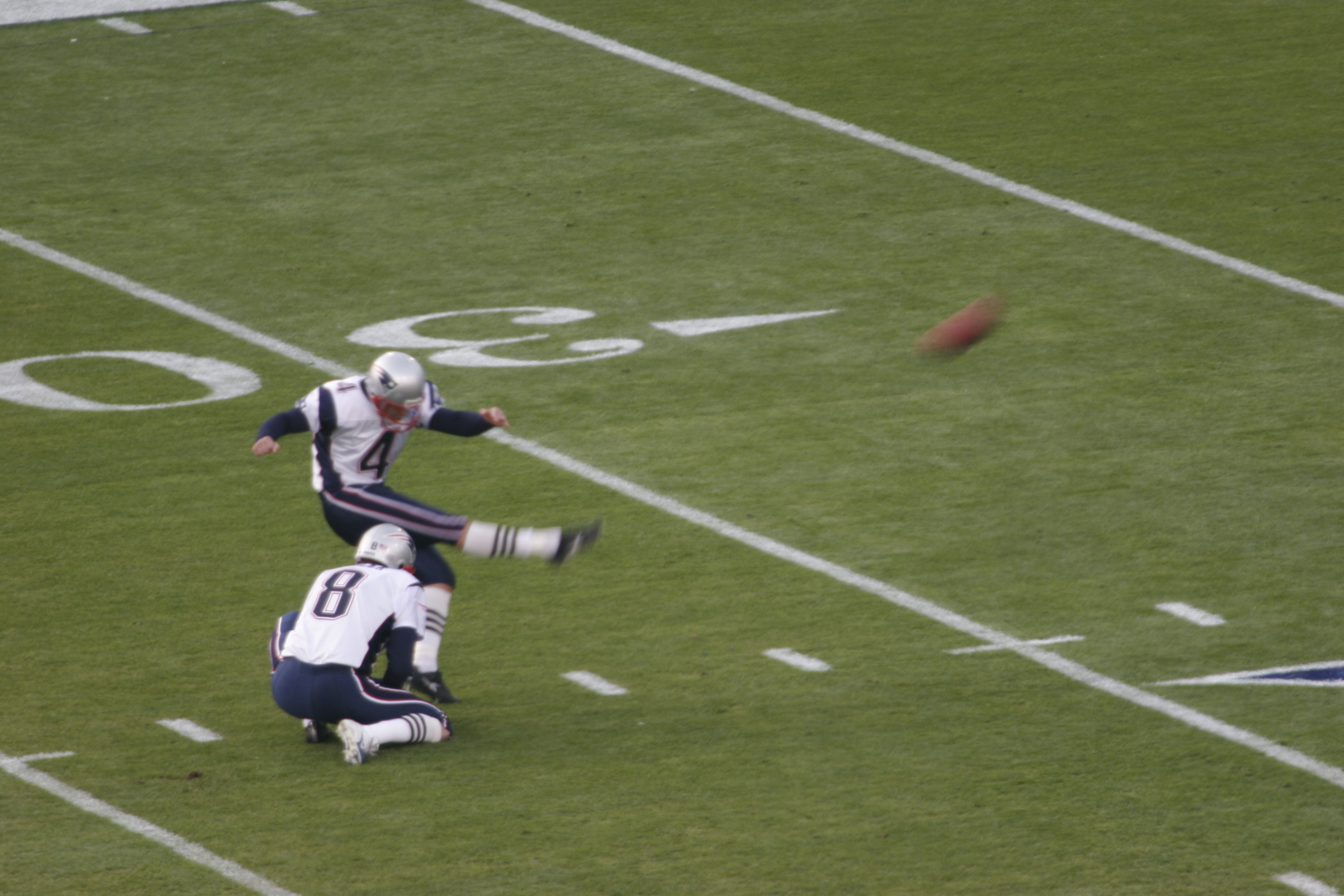
Vinatieri (#4), com a camisa do New England Patriots, se aquecendo antes do Super Bowl XXXIX.

Em 1996, Adam Vinatieri vai para o New England Patriots como undrafted free agent para ser o chutador do time. Lá cria sua fama de chutador certeiro e frio em momentos decisivos marcando muitos pontos ao longo de vários anos. Com os Patriots foram quatro aparições no Super Bowl com três vitórias. Em 2004 liderou a NFL em pontos com 141. Nos Super Bowl XXXVI e Super Bowl XXXVIII ele chutou os field goals que acabaram por dar a vitória a New England. Vinatieri deixou os Patriots após dez anos jogando pelo time, saindo como o maior pontuador da história da franquia com 1 158 pontos.
Ao término da temporada de 2005, Vinatieri assinou um contrato de cinco anos com o Indianapolis Colts e em sua temporada de estreia com os Colts teve uma boa performance com 25 de 28 field goals.
Nos playoffs da temporada 2006, Vinatieri mostrou a o que veio sendo decisivo no jogo de playoff de divisão contra o Baltimore Ravens onde ele acertou todos os cinco field goals que tentou, contribuindo para a vitória de 15 a 6 para do seu time.
No Super Bowl XLI ele mais uma vez mostrou seu talento com três de quatro field goals sendo decisivo na vitória sobre o Chicago Bears por 29 a 17. Esse foi o quarto anel de Super Bowl ganho por Vinatieri sendo ele o mais vitorioso chutador na história da liga.
Durante a semana 10 da temporada de 2007, numa partida entre os Colts e o San Diego Chargers, Vinatieri perdeu um field goal de 29 jardas faltando 1:34 minutos para o fim do jogo que daria a vitória ao time de Indiana. Essa foi a primeira vez que Vinatieri perdeu um chute para a vitória desde o dia 10 de outubro de 1999, contra os Chiefs. Os Colts acabaram perdendo aquele jogo por 23 a 21.
Durante a semana 12 da temporada de 2008, em um jogo entre os Colts e os Chargers, Vinatieri se redimiu acertando um chute de 51 jardas para dar a vitória a Indianapolis por 23 a 20.

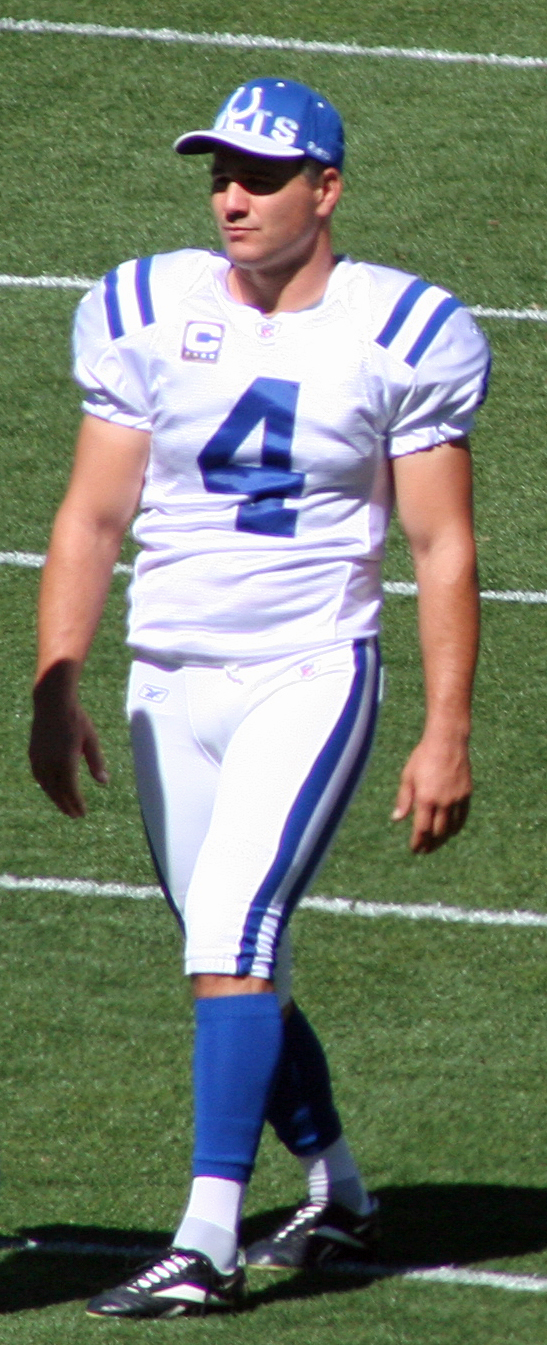
Viniteri em 2010.

Em julho de 2009, Vinatieri fez uma cirurgia no quadril, mas os Colts ainda esperavam que ele estivesse pronto para a temporada. Contudo, Vinatieri começou mal e reclamou de dores no joelho. Os médicos então fizeram uma ressonância magnética e viram uma cartilagem solto, forçando Vinatieri a passar por uma nova cirurgia. O Colts assinou com o ex-kicker do Baltimore Ravens Matt Stover para substituir Adam. Após especulações de que o Colts dispensariam Vinatieri, o presidente do clube Bill Polian disse que Adam permanece no time.
Na temporada de 2010, Vinatieri continuou a firmar sua posição como um dos maiores kickers na NFL. No último jogo da temporada, os Colts levaram o título da divisão AFC South, graças a um chute certeiro de Adam sendo este seu 23º game-winning kick (chute para a vitória) na carreira. Depois do último jogo do ano, Vinatieri foi nomeado o Jogador da Semana do Special Teams da AFC pela segunda vez em 2010 quando recebeu esta honra depois de um jogo contra o Cincinnati Bengals em 14 de novembro. Algumas outras marcas que Vinatieri quebrou em 2010 foram:
- Ele se tornou o 12º kicker na história da NFL a somar mais de 1 600 pontos na carreira.[4]
- Ele se tornou o sétimo kicker na história da NFL a marcar mais de 500 pontos por dois times diferentes (501 com os Colts; 1 156 com os Patriots).
- Em 14 de novembro, em um jogo contra o Cincinnati, ele passou Eddie Murray (que tinha 352 FGs) como o 11º na lista dos chutadores com mais field goals na história da NFL.[4]
- Seus 129 pontos foram a segunda melhor marca da carreira.[4]
- Depois de ser nomeado AFC Special Teams Player of the Week duas vezes em 2010, esta foi a décima-segunda vez (12) que ele recebeu tal honra (sendo oito (8) delas com o New England Patriots);[5]

No jogo de Wild Card dos playoffs da temporada de 2010-11, com apenas 53 segundos restando no jogo entre o Colts e o New  York Jets, Vinatieri chutou um field goal de 50 jardas, seu terceiro chute da partida, para dar a liderança ao seu time por 16 a 14. Mas os Jets venceriam aquele jogo por 17 a 16 com um chute de 32 jardas com o relógio expirado pondo um fim na temporada de Indianápolis.
Em janeiro de 2014, em uma partida contra os Patriots, Vinatieri se tornou o primeiro jogador na história da NFL a ter 50 field goals feitos na pós-temporada. Em março do mesmo ano, ele renovou seu contrato com os Colts por mais dois anos.
Durante a temporada de 2014, Vinatieri teve um ótimo ano, acertando 30 de 31 chutes de field goal e ajudando seu time novamente a ir para os playoffs. Ele foi nomeado All-Pro naquele ano. Em temporada de 2015 foi um outro bom ano, acertando 25 de 27 chutes. Em fevereiro de 2018, Vinatieri assinou uma extensão contratual com os Colts por mais um ano, que o garantiu na temporada de 2018 para jogar por Indianápolis. Em 2018, Vinatieri se tornou o jogador mais velho a chutar um field goal de mais de 50 jardas e se tornou também o segundo jogador a passar da marca de 2 500 pontos feitos na carreira. Em outubro, ele se tornou o jogador mais velho a entrar em campo como titular.

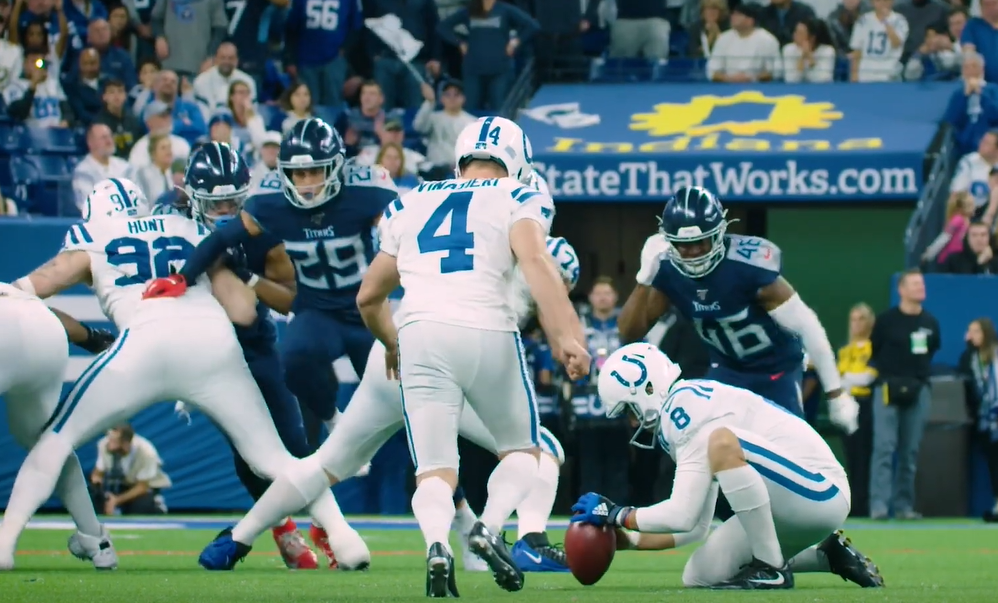
Vinatieri com os Colts, em 2019.

A temporada de 2019 acabaria sendo um dos piores anos da carreira de Adam Vinatieri. Com 46 anos, era o jogador mais velho a ser titular de uma equipe da NFL. Seus números começaram a declinar nesse ano. Em 2019 ele acertou 17 de 25 field goals e errou seis extra points, alguns dos piores números da carreira. Ainda assim, em novembro, Vinatieri se tornou o kicker com mais field goal tentados na carreira. Em 9 de dezembro 2019, os Colts colocaram Vinatieri na lista de reserva para contundidos, encerrando sua temporada com uma cirurgia no joelho. Ele foi dispensado no final do ano.

### Aposentadoria
Em 26 de maio de 2021, Vinatieri anunciou sua aposentadoria da NFL após vinte e quatro temporadas durante um podcast do se ex-colega de equipe Pat McAfee. No momento de sua aposentadoria, era o jogador com o maior número de pontos anotados na história da NFL.

## Recordes na NFL
No momento da aposentadoria
- Mais pontos marcados: 2 673
- Maior quantidade de field goals acertados: 599
- Maior quantidade de field goals tentados: 715
- Maior sequência de temporadas marcando pontos: 24 (1996-2019)
- Maior quantidade de vitórias por um kicker: 226
- Maior quantidade de vitórias em temporada regular por um jogador em qualquer posição: 226 (empatado com Tom Brady)
- Maior quantidade de temporadas com 100 ou mais pontos: 21 (1996–2008, 2010, 2012–2018)
- Maior quantidade de field goals na pós-temporada na carreira: 56
- Maior sequência de jogos em uma pós temporada com três ou mais field goals: 4
- Maior quantidade de pontos anotados na carreira em pós-temporada: 238
- Jogador mais velho a chutar um field goal de 50 ou mais jardas: (55 jardas) - 46 anos, 303 dias
- Jogador mais velho a acertar dois ou mais field Goals de mais de 50 jardas num único jogo: (2) - 46 anos, 303 dias
- Jogador mais velho a acertar um field goal de 55 ou mais jardas: (55 jardas) - 46 anos, 303 dias
- Maior quantidade de pontos anotados em uma única pós-temporada: 49[15]
- Maior quantidade de field goals em uma única pós-temporada: 14
- Maior quantidade de field goals em Super Bowls: 7 (junto com Stephen Gostkowski)
- Maior quantidade de extra points em Super Bowls: 13
- Maior quantidade de field goals em prorrogação: 12
- Maior sequência de field goals na história da NFL: 44
- Maior quantidade de vitórias no Super Bowl por um kicker: 4
- Único jogador a anotar mais de 1 000 pontos por dois times diferentes
- Maior quantidade de jogos de playoff por um kicker: 32
- Maior quantidade de nomeações como "Jogador da Semana" por um kicker: 18
- Maior quantidade de nomeações como "Jogador do Time de Especialista do Mês": 5, empatado com Jason Hanson, David Akers e John Carney

## Estatísticas da carreira
Obs.: Os dados abaixo são de 4 de janeiro de de 2020.
| Temporadas | Time                 | FG-FGT  | FG%   | + Longo | Extra point | Extra Point % | Pontos |
| ---------- | -------------------- | ------- | ----- | ------- | ----------- | ------------- | ------ |
| 1996       | New England Patriots | 27/35   | 77,1% | 50      | 39/42       | 92,9%         | 120    |
| 1997       | New England Patriots | 25/29   | 86,2% | 52      | 40/40       | 100%          | 115    |
| 1998       | New England Patriots | 31/39   | 79,5% | 55      | 32/32       | 100%          | 125    |
| 1999       | New England Patriots | 26/33   | 78,8% | 51      | 29/30       | 96,7%         | 107    |
| 2000       | New England Patriots | 27/33   | 81,8% | 53      | 25/25       | 100%          | 106    |
| 2001       | New England Patriots | 24/30   | 80,0% | 54      | 41/42       | 97,6%         | 113    |
| 2002       | New England Patriots | 27/30   | 90,0% | 57      | 36/36       | 100%          | 117    |
| 2003       | New England Patriots | 25/34   | 73,5% | 48      | 37/38       | 97,4%         | 112    |
| 2004       | New England Patriots | 31/33   | 93,9% | 48      | 48/48       | 100%          | 141    |
| 2005       | New England Patriots | 20/25   | 80,0% | 49      | 40/41       | 97,6%         | 100    |
| 2006       | Indianapolis Colts   | 25/28   | 89,3% | 48      | 38/38       | 100%          | 113    |
| 2007       | Indianapolis Colts   | 23/29   | 79,3% | 39      | 49/51       | 96,1%         | 118    |
| 2008       | Indianapolis Colts   | 20/25   | 80,0  | 52      | 43/43       | 100%          | 103    |
| 2009       | Indianapolis Colts   | 7/9     | 77,8% | 48      | 17/18       | 94,4%         | 38     |
| 2010       | Indianapolis Colts   | 26/28   | 92,8% | 48      | 51/51       | 100%          | 129    |
| 2011       | Indianapolis Colts   | 23/27   | 85,2% | 53      | 24/24       | 100%          | 93     |
| 2012       | Indianapolis Colts   | 26/33   | 78,8% | 53      | 37/37       | 100%          | 115    |
| 2013       | Indianapolis Colts   | 35/40   | 87,5% | 52      | 34/34       | 100%          | 139    |
| 2014       | Indianapolis Colts   | 30/31   | 96,8% | 53      | 50/50       | 100%          | 140    |
| 2015       | Indianapolis Colts   | 25/27   | 92,6% | 55      | 32/35       | 91,4%         | 107    |
| 2016       | Indianapolis Colts   | 27/31   | 87,1% | 54      | 44/44       | 100%          | 125    |
| 2017       | Indianapolis Colts   | 29/34   | 85,3% | 54      | 22/24       | 91,7%         | 109    |
| 2018       | Indianapolis Colts   | 23/27   | 85,2% | 54      | 44/47       | 93,6%         | 113    |
| 2019       | Indianapolis Colts   | 17/25   | 68%   | 55      | 22/28       | 78,6%         | 73     |
| Total      | —                    | 599/715 | 83,9% | 57      | 874/898     | 97,3%         | 2 673  |